# She’s a Rainbow
«She’s a Rainbow» — пісня з альбому «Their Satanic Majesties Request» британського рок-н-ролл гурту The Rolling Stones. Написана Міком Джаггером і Кітом Річардсом. Під час запису музиканти використовували Мелотрон. У аранжуванні струнних інструментів брав участь Джон Пол Джонс.
| Ліві лапки | Have you seen her all in gold, Like a queen in days of old? She shoots colours all around like a sunset going down. Have you seen a lady fairer? | Праві лапки |

## Історія пісні
Брюс Едер з Allmusic назвав "She's a Rainbow" «наймилішою і найбільш нехарактерною піснею, яку Мік Джаггер і Кіт Річардс написали для The Rolling Stones». У рецензії він також згадав, що багато фанатів групи сприйняли трек як «віровідступництво, прагнення ... наслідувати "The Sgt. Pepper"». У подібному дусі висловився про неї і Джон Леннон, який назвав композицію копією "All You Need Is Love". Але пісня все ж стала одним із хітів легендарної групи, заслуговує статті про історію його створення.
Спочатку поговоримо про можливі джерела натхнення. Звинувачення в тому, що автори «рівнялись» на бітлівського " The Sgt. Pepper, виданого раніше в тому ж 1967 році, розглядати не будемо. Про плагіат в цьому випадку говорити не доводиться, а пошуком схожих мотивів нехай займаються музичні критики.
Цікавою здається думка, що посприяти створенню "She's a Rainbow" Джаггера і Річардса могла пісня "She Comes in Colors", яку в 1966 році записала американська рок-група Love. Так це чи ні, сказати складно, однак творіння «Роллінгів» починається саме з цієї фрази, що наводить на певні роздуми.
Ще цікавіше здогадуватися про те, чи був у героїні пісні реальний прототип. На цю роль претендували і дівчина Міка Маріанна Фейтфулл, і фанатка The Rolling Stones Памела Дес Баррес і інші, але автори композиції про це розповідали неохоче.
У записі "She's a Rainbow" брав участь Джон Пол Джонс, який тоді ще не був учасником Led Zeppelin. Він займався аранжуванням струнних.
У грудні 1967 року "She's a Rainbow" була видана в США синглом з альбому "Their Satanic Majesties Request". Пісня піднялася до 25-го рядка офіційного хіт-параду. Згодом її не раз включали до збірок найкращих треків The Rolling Stones.

## Музиканти
- Мік Джаггер — вокал, перкусія
- Кіт Річардс — гітара, бек-вокал
- Брайан Джонс — гітара, мелотрон, бек-вокал
- Білл Уаймен — бас-гітара
- Чарлі Уоттс — ударні

Додатковий  персонал
- Нікі Хопкінс — фортепіано
- Джон Пол Джонс — аранжування струнних